# Mihăileni, Rîșcani
Mihăileni este un sat din raionul Rîșcani, Republica Moldova.

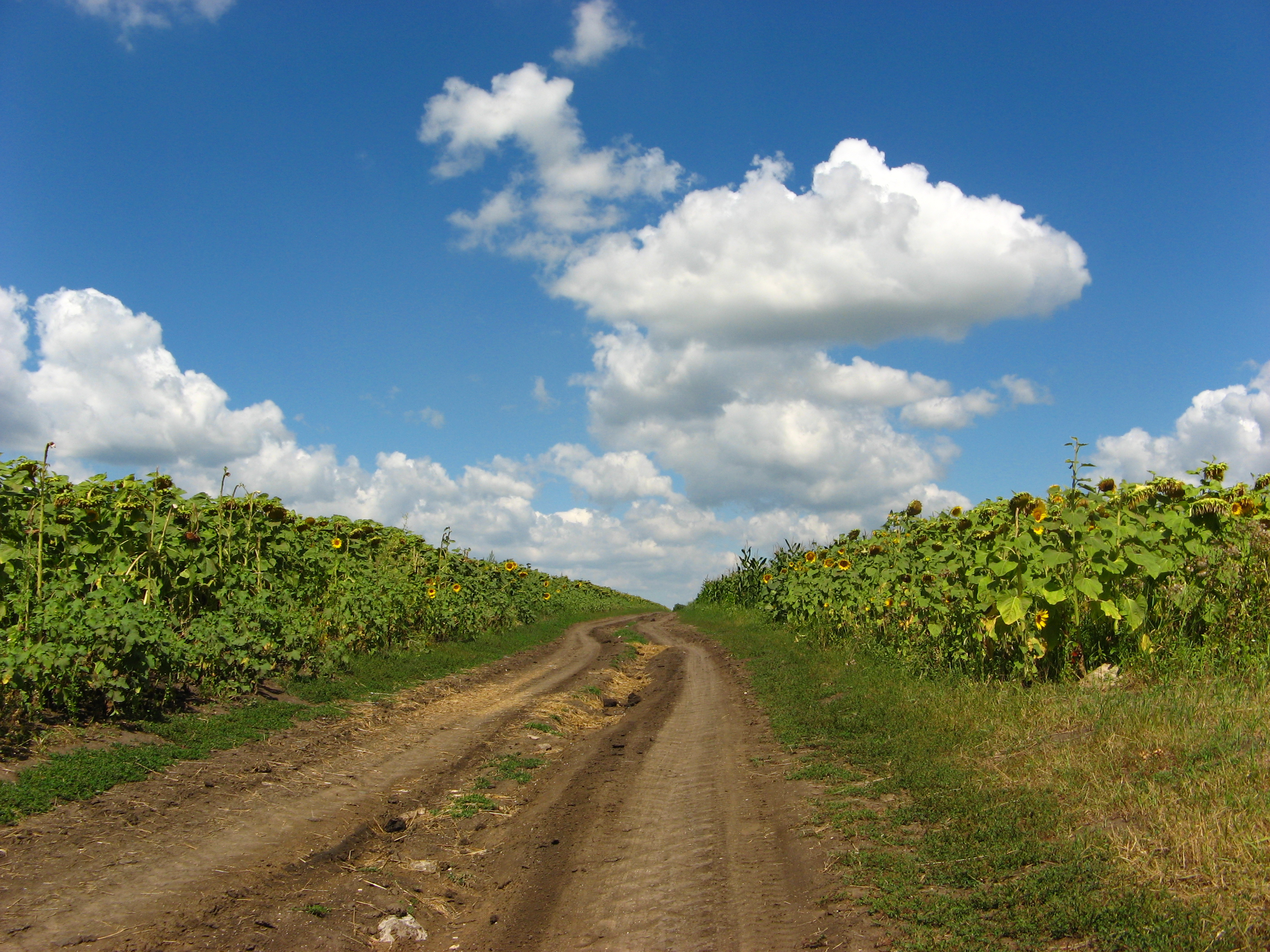
Cîmp de floarea soarelui (răsărită) în apropierea comunei Mihăileni.

Satul Mihăileni este o localitate în raionul Rîșcani situată la latitudinea 48.0408 longitudinea 27.6161 și altitudinea de 174 metri față de nivelul mării. Această localitate este în administrarea orașului Roșcani. Conform recensământului din anul 2004 populația este de 4 465 locuitori. Distanța directă până în or. Rîșcani este de 11 km. Distanța directă până în or. Chișinău este de 171 km. Primarul este Valerian Cecan din partea (PLDM - Partidul Liberal Democrat din Moldova).

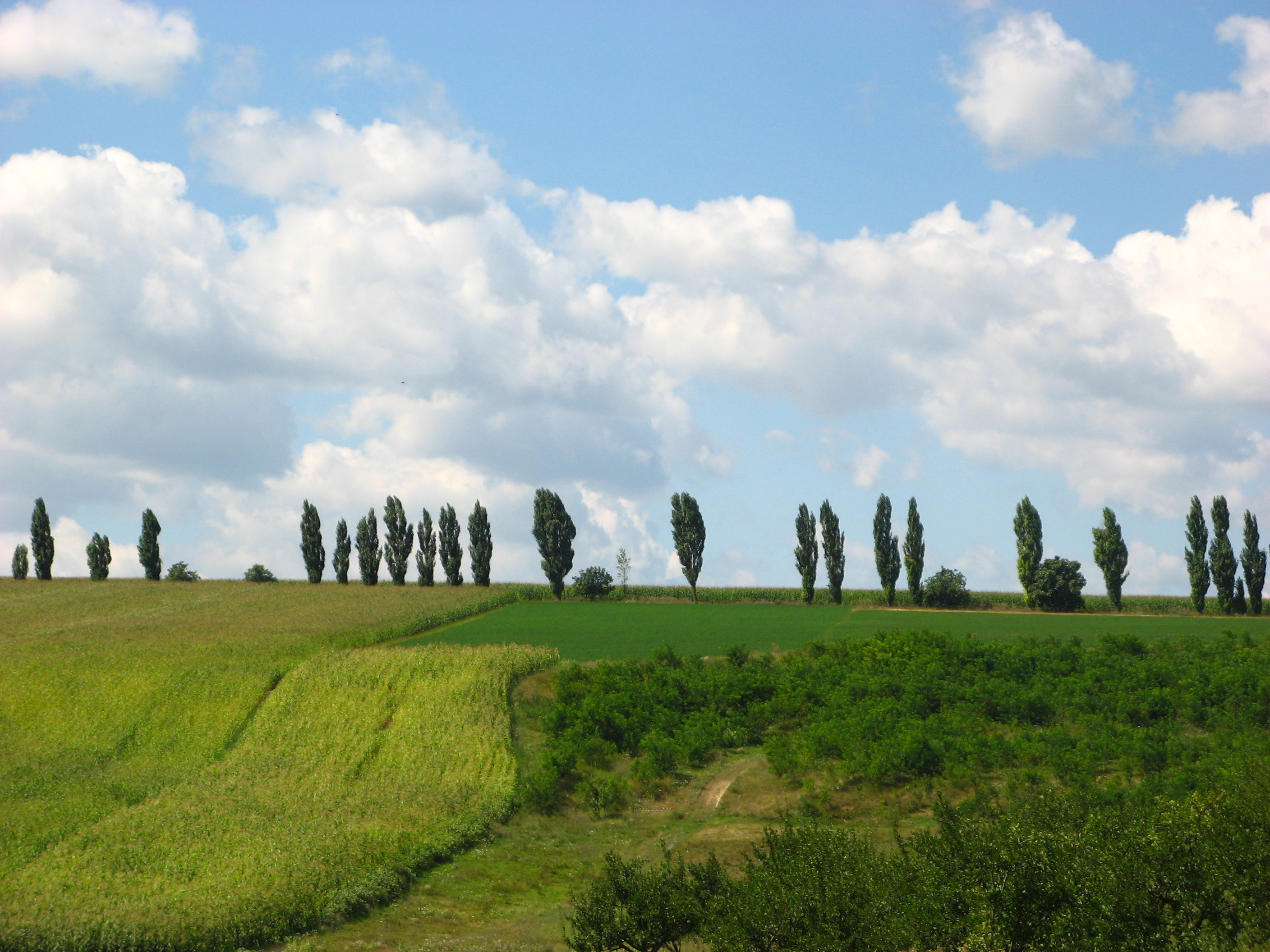
Livezi de pruni și plantații de porumb de pe raza comunei Mihăileni.

Satul are o suprafață de circa 6,06 kilometri pătrați, cu un perimetru de 10,43 km. Mihăileni este unicul sat din comuna cu același nume. Localitatea se află la distanța de 12 km de orașul Râșcani și la 187 km de Chișinău. Satul Mihăileni a fost menționat documentar în anul 1431.
Populația
Conform datelor recensământului din anul 2004, populația satului constituia 4465 locuitori, dintre care 48,71% - bărbați și 51,29% - femei. Structura etnică a populației în cadrul satului: 99,08% - moldoveni/români, 0,29% - ucraineni, 0,11% - ruși, 0,02% - găgăuzi, 0,02% - bulgari, 0,02% - evrei, 0,02% - polonezi, 0,40% - țigani, 0,02% - alte etnii.
În satul Mihăileni au fost înregistrate 1703 gospodării casnice la recensământul din anul 2004, iar mărimea medie a unei gospodării era de 2,6 persoane.
Istoria localității
Satul Mihăileni a fost menționat documentar în anul 1431.
Biserica „Acoperământul Maicii Domnului” din satul Mihăileni a fost proiectată în anul 1876 de guvernatorul-adjunct Piche și arhitectul R. Savitchi. Biserica este construită în formă de cruce: lungimea – 29 metri; înălțimea – 22 metri, cu acoperiș de tinichea, două cruci de metal. În 1883 biserica a fost sfințită și și-a început activitatea. La 3 aprilie 1964 biserica a fost închisă. În 1986 în incinta bisericii a fost deschis un muzeu. În 1988 biserica „Acoperământul Maicii Domnului” din satul Mihăileni a fost redeschisă.
Satul Mihăileni este situat pe doua dealuri destul de pieptise în lungul albiei râulețului Ochiul- Alb. Perimetrul moșiei satului se întinde pe o distanta  de 39 km 388 m, cuprinzând în suprafața totală 6091 ha de pământ arabil, imașuri, terenuri povârnite, care nu sunt folosite în scopuri agricole. Pe moșia satului mai sunt lacuri artificiale cu oglinzile apei destul de mari. Are hotare  comune cu moșiile Știubieni, Ciubara, Baraboi, Ochiul-Alb, Ramazan, Râșcani și Vasileuți. Pe aceste locuri au fost descoperite obiecte de piatra  ceea ce ne da temei sa afirmam, ca aici au trăit oameni încă în epoca de piatra .
Tot pe locurile satului Mihaileni au fost descoperite statuete ale zeiței fertilității și feminității, fapt ce denota perioada culturii Cucuteni – cultura arheologica din epoca neoliticului.
Vorbind într-un limbaj mai simplu aceasta înseamnă o distanță de timp de peste 3600 de ani i.e.n. sau 5600 până în zilele noastre. O statueta la fel acestei zeițe se păstrează și într-un muzeu de mare prestigiu din Iași, descoperita în localitatea Cucuteni din județul Iași. Cultura cucuteniană se caracterizează prin obiecte de ceramica pictate cu motive geometrice, figurina antropo- și zoomorfe de lut, unele de piatra și os.
Cele mai vechi așezări cunoscute de pe vatra satului Mihăileni au fost șase, însă cele ce prezintă un mai mare interes istoric sunt la Rusca și moștenirea Curcovo.
Urmărind cronologia istorica a acestor așezări se poate deduce ca ele au luat ființa pe la sfârșitul sec. XXVII. Legende, povestiri referitoare la înființarea și dispariția acestor așezări sau mai păstrat și până acum, transmise din tata în fiu, vin memoria veteranilor noștri bătrâni.
La Rusca, accidental fără cercetări arheologice organizate în scopuri științifice au fost descoperite vestigii, care mărturisesc vechea așezare omeneasca: cărămidă arsa, cioburi de oale de lut, oase etc.
O altă așezare ce prezintă interes istoric este mânăstirea Curcovo. Până la noi n-a ajuns nimic din clădirile mânăstirii.
Conform celor mai vechi informații privind formarea satului Mihăileni, primul locuitor ale acestei așezări ar fi fost Ion Samson, venit de prin părțile Gălășenilor. De acolo, luându-și turmele de cele câteva sute de mioare și s-a stabilit cu întreaga sa familie pe moșia satului Mihăileni, care aparținea pe atunci domnitorului Moldovei Ion Sturza. Si până astăzi una din mahalalele  satului poarta numele mahalaua gălășenilor.
Urmași de ai lor au mai purtat numele de familie: Galasanu, Samson, Scutaru, Aici în această mahala se așezau mai târziu cu traiul și locuitori de prin părțile Râșcanilor. Mai târziu s-au format  mahalaua brânzenilor - cu locuitori veniți din satul Mărculești, mahalaua mustetenilor – cu locuitori din satele Musteata, Scăieni, Ghizdita precum și din Cuibară. Mahalaua zăicanenilor - cu locuitori din satele Zăicani și Șaptebani.
Referindu-ne din nou  la  sursele  istorice, privind  fondarea  satului  — datează  din  12 decembrie  1646 —  document  care  ne pune în tema  ca la  acea data „locuitori  din  satul  Mihăileni au participat  la  un proces  de  judecata  la  Iași din  cauza  hotarelor  moșiilor.”
În  calitate  de  localitate de   acum stabilizata  ne mai  amintește și un alt document autentic. Este  vorba  de „Recensământul  lui Ghica Voda” în care  satul Mihăileni  apare  sub  o alta  numire — se vede anterioara  celei de astăzi  — Sălcieni ceea  ce e aproximativ Mihăileni.
Din  acel  document  de recensământ  mai  aflam ca erau înregistrate 92  de gospodarii, în sat,  iar  12 gospodari  erau ale  unor  legionari de la munte, veniți din satul Burdujeni, ținutul Suceava [astăzi Mihăileni județul  Botoșani]
De  dincolo de Prut își  au  originea  de familii cum mai sunt și astăzi  Mihaileni – Ursu, Esanu, Ciocanu, Lupascu.
La 1837, de acum după ce Basarabia fusese anexata, conform  păcii la București, la Rusia țaristă s-a făcut orânduirea administrative a moșiei satului Mihăileni stabilindu-se hotarele ei.
Cu vreo doua decenii mai târziu boierul Leondar a făcut și un recensământ  mai calificat. Atunci  s-a  stabilit ca la Mihăileni erau 187 de gospodari si 1333 locuitori. Peste 9 ani la 1870, a urmat un al doilea recensământ și sa stabilit ca numărul gospodarilor a crescut  aproape de doua ori - erau  deja 350, dar nu se știe din ce cauza a crescut  considerabil numărul locuitorilor, ca la acea data  fusese înregistrați 1261  locuitori.
Si  s-a mai  înregistrat o scădere a numărului populației. Dacă la recensământul din 1910  se înregistrau în sat 637 gospodarii, la cel din 1923-781 gospodarii, în anul 1910  se înregistrase 2663 locuitori, iar în 1923 numărul  lor scăzuse - erau 2616 locuitori.
Tot o pagina însemnată  din  istoria satului  este și anul 1870, când savantul rus Vasile  Docuceaev, renumit  pedagog, făcând cercetări pe  pământurile   care intrau in parametrii  moșiei  Mihăilenilor  a ajuns la concluzia, ca solurile Moldovei sunt cele  mai fertile din câte a cunoscut el .
Primul cărturar cu studii superioare a fost Tudor  Musteata, a fost  membru al Dumei  de  Stat a Rusiei, a participat la  evenimentele de la 1917. După cum atestă documentele primul  primar al satului a fost Simion Spătaru. Cam aceasta ar fi informațiile adunate din trecutul  îndepărtat al satului Mihăileni.
Mai  amănunțit e cunoscuta istoria lui după 1949. În baza celor 4 mahalale principale s-au format  4 colhozuri —  gospodarii colective. În mahalaua brânzenilor  s-a format colhozul „Molodaia Gvardia” și i l-au ales președinte  pe Andrei Spânu, în mahalaua   zăicanenilor s-a format colhozul „Moldova Socialista” în frunte cu Dumitru  Galasanu. Al  treilea  colhoz „Pravda” s-a  format în mahalaua mustetenilor — președinte  fiind ales  Petru  Rusu, iar mahalaua gălășenilor și-au numit gospodăria  colectiva „Țăranul Sovetic” alegându-l președinte  pe Nicolai  Ciobanu. În anul 1952 toate cele patru gospodarii s-au comasat într-un  singur colhoz cu numele lui Malencov, care  mai târziu in anul 1957  i-a fost  preschimbata  denumirea în „Biruitorul”. Președinte a fost  ales  Vasile  Musteata. În  1970  colhozul dispunea de 4870 hectare de pământ  arabil, 94  unități  tehnice și 40 de camioane. în 1973 venitul zilnic al  gospodăriei  de la toate  sectoarele  de producere era de 15700 ruble.  In 1883  a fost încheiată construcția din piatra și sfințita biserica „Acoperemântul Maicii Domnului”. În 1891 a fost dat în exploatare clădirea  scolii elementare  de scris și citit.  În 1955 s-a încheiat  radificarea satului. De atunci dezvoltarea social – culturală  a satului a cunoscut ritmuri  mai accelerate. În anul 1961 a fost dat în exploatare  sediul  cârmuirii  gospodăriei, moara și oloinița.
În anul 1963 și-a deschis ușile in fata locuitorilor satului Casa de Cultura.
În 1965 a fost deschisa casa de  deservire sociala, in 1966 s-a încheiat electrificarea satului, a fost  pus Monumentul  eroilor  căzuți  pe front.
În a. 1980 a fost pus în folosință un modern centru comercial, în 1977 a fost pus  în folosință  noua clădire a școlii pentru 640 elevi, în 1984 profilactoriu „Salvia”.
Toate aceste  realizări s-au făcut sub conducerea a mai  multor președinți ai gospodăriei-  ca Ion Baziliuc, Ion  Popovici, Ion Dodita, Andrei Vrabie , Vladimir Chirila și alții.
Biserica "Acoperământul Maicii Domnului"
Biserica „Acoperemântul Maicii Domnului” din satul Mihăileni raionul Râșcani la 120 ani
Satul Mihăileni- că-i frumos, îl sesizezi din depărtare, este așezat pitoresc, pe un loc unde pământul se îmbrățișează cu cerul. Când îți arunci privirea peste acest sat nu poate să nu te încânte o minune ce se înalță spre cer – Biserica. Dumnezeu a iubit mult aceste locuri și a aruncat peste ele sămânța credinței care a dat roade bogate, dovada acestui fapt sunt creștinii satului, care au știut și știu să-și păstreze adevărata credință. Biserica cu hramul „Acoperemântul Maicii Domnului” din s. Mihăileni a fost proiectată la 14 mai 1876 de guvernatorul-adjunct Piche și arhitectul R. Savițchi din jud. Iași, gubernia Basarabia. Biserica este construită în formă de cruce: lungimea – 29 metri; înălțimea – 22 metri, cu acoperiș de tinichea, două cruci de metal. Construcția a fost administrată de protoiereul Ioan Pavel Barbu, dascălul Malahii Nichifor Savițchi. În 1883 biserica a fost sfințită și și-a început activitatea. În 1900 se afla în jud. Bălți, Ieparhia Chișinău. La 3 aprilie 1964 biserica a fost închisă. Conform hotărârii R.S.S. Moldovenești în 1986, la 13 octombrie, în localul bisericii a fost deschis un muzeu. În 1988 biserica „Acoperemântul Maicii Domnului” din s. Mihăileni a fost redeschisă și înregistrată la ministerul cultelor. La 17 ianuarie 1989 a fost făcută prima liturghie, după redeschidere de către preotul Veaceslav Ungureanu, actualul paroh. În 1990-1991 în biserică a fost făcută o reparație capitală, a fost schimbat acoperișul. La 14 octombrie se sfințește biserica de un sobor de preoți în frunte cu Înalt Prea Sfințitul Mitropolit Vladimir. Peste numai 4 ani, în 1995 a mai fost făcută încă o reparație capitală înăuntru bisericii, la 14 octombrie 1995 biserica din nou a fost sfințită. Din 1998 până în 2000 biserica a fost mobilată: racle, analoguri, cruci, epitaf, rame, prestol. La 14 octombrie 2000 au fost sfințite răstignirea și fântâna de la intrarea în sat. În 2001-2003 a fost efectuată reparație înăuntru bisericii și în ogradă, a fost construit trotuar, gard în jurul bisericii, au fost procurate icoane noi și mobilier. La 6 noiembrie 2003 – sfințirea bisericii de către Înalt Prea Sfințitul Mitropolit Vladimir.

## Administrație și politică
Componența Consiliului local Mihăileni (13 consilieri), ales la 5 noiembrie 2023, este următoarea:
|  | Partid                                        | Consilieri | Componență | Componență | Componență | Componență | Componență | Componență |
|  | --------------------------------------------- | ---------- | ---------- | ---------- | ---------- | ---------- | ---------- | ---------- |
|  | Partidul Acțiune și Solidaritate              | 6          |            |            |            |            |            |            |
|  | Partidul Socialiștilor din Republica Moldova  | 3          |            |            |            |            |            |            |
|  | Partidul Dezvoltării și Consolidării Moldovei | 3          |            |            |            |            |            |            |
|  | Partidul Social Democrat European             | 1          |            |            |            |            |            |            |

## Personalități
- Valentin Mândâcanu, scriitor și om politic
- Eugen Coșeriu, lingvist